# ДСБУ Аграрний фонд України
ДСБУ Агрáрний фóнд — державна спеціалізована бюджетна установа, уповноважена Кабінетом Міністрів України провадити цінову політику в агропромисловій галузі економіки України. Утворений відповідно до норм Закону
України «Про державну підтримку сільського господарства».
Займає важливе місце у підтримці рівноваги на ринку сільськогосподарської продукції. Має за кінцеву мету сприяння задоволенню потреб населення і забезпеченню продовольчої незалежності України, запобігання ускладненням та необґрунтованому зростанню цін на ринках об'єктів державного цінового регулювання.
Пріоритетним завданням Аграрного фонду є формування державного інтервенційного фонду — державного запасу окремих видів сільськогосподарської продукції, який повинен гарантувати продовольчу безпеку держави. Наповнення державного інтервенційного фонду відбувається шляхом здійснення інтервенційних заходів, таких як спотові закупівлі. Закупівлі здійснюються за цінами, не нижче мінімальних гарантованих, що забезпечує сільгосптоваровиробникам належний рівень ефективності виробництва.
Державний інтервенційний фонд використовується для мінімізації цінових коливань на відповідних ринках шляхом поставки сировини та продуктів її переробки. Аграрний фонд ініціює визначення переліку об'єктів державного цінового регулювання на відповідний маркетинговий період, тобто тих видів сільськогосподарської продукції, на які, в разі необхідності, буде спрямовуватися державна підтримка.

## Діяльність Аграрного фонду
За рахунок спеціального фонду державного бюджету в 2010 на підтримку конкурентоспроможності продукції сільського господарства було спрямовано майже 2,4 млрд грн.
У січні 2013 року Аграрний фонд провів перші біржові торги продажу продовольчого зерна
ДСБУ «Аграрний фонд» передав до ПАТ «Аграрний фонд» функції форвардних закупівель зернових.

## Хронологія
- Аграрний фонд був утворений 6 липня 2005 р.
- В 2013 році Кабінет Міністрів України прийняв постанову про створення ПАТ «Аграрний фонд» (постанова від 22.04.2013 року).  У капіталі ПАТ «Аграрний фонд» 100% належать державі, управління корпоративними правами здійснює Міністерство аграрної політики та продовольства. ПАТ «Аграрний фонд» від ДСБУ «Аграрний фонд» були передані функції форвардних закупівель зернових.

## Керівники
- З 6 липня 2005 року по 13 вересня 2006 року фонд очолював Володимир Овчар.
- З 13 вересня 2006 року по 8 серпня 2007 року фонд очолював Теофіл Бауер.
- З 8 серпня 2007 року по 7 квітня 2010 року фонд очолював Володимир Іванишин.
- З 17 травня 2010 року по 4 квітня 2011 року фонд очолював Олександр Маренець.
- З 20 червня 2011 року по 2 квітня 2012 року фонд очолював Сергій Хорошайлов.
- З 11 квітня 2012 року по 30 січня 2013 року фонд очолював Ігор Якубович.
- З 30 січня 2013 року по 17 жовтня 2013 року фонд очолював Олександр Кірюк.
- З 24 грудня 2019 року фонд очолює Євген Влізло[3].